# 묘조촌
묘조촌(明星村)은 일본 미에현 다키군에 설치되었던 촌이다. 현재의 메이와정의 남동부에 해당한다.